# Antilope cervicapra
O antílope-negro, (Antilope cervicapra), também conhecido como cervicapra, ou antílope-indiano, é um antílope encontrado principalmente na Índia, mas também ocorre no leste do Paquistão, Nepal e Bangladesh. Foi introduzido na Argentina e nos Estados Unidos da América (Texas). Os machos possuem uma cor marrom escuro e barriga branca, já as fêmeas são amareladas com a barriga branca.

## Subespécies
Duas subespécies são reconhecidas por Grubb (2005):
- Antilope cervicapra cervicapra (Linnaeus, 1758) Cervicapra-do-sul
- Antilope cervicapra rajputanae (Zukowsky, 1927) Cervicapra-do-norte